# Caçadores Laocianos
Os Caçadores Laocianos (em francês:  Chasseurs laotiens) foram unidades do Exército Francês recrutadas no Laos de 1941 a 1954. A partir das duas primeiras Companhias de Caçadores Laocianos (em francês:  Compagnies de chasseurs laotiens, CCL), recrutadas em 1941-1942, foram criados Batalhões de Caçadores Laocianos (em francês:  Bataillons de chasseurs laotiens, BCL) no início da Guerra da Indochina. Eles se fundiram entre 1950 e 1954 no Exército Nacional Laociano (em francês:  Armée nationale laotienne, ANL).

## Cronologia
- 1941: Formação da 2ª Companhia de Caçadores Laocianos
- 1942: Formação da 25ª Companhia de Caçadores Laocianos
- 1945: Formação dos 1º, 2º, 3º e 4º Batalhões de Caçadores Laocianos
- 1946: Formação dos 4º, 5º e 6º Batalhões de Caçadores Laocianos
- 1949: Formação dos 7º e 8º Batalhões de Caçadores Laocianos
- 1950: Dissolução do 3º BCL (que se junta ao ANL)
- 1953: Dissolução do 6º BCL (que se junta ao GCMA)
- 1954: Dissolução dos BCL restantes (que passam a ser batalhões do ANL)

## Histórico
A primeira Companhia de Caçadores Laocianos foi criada em junho de 1941 como a 22ª Companhia do 1º Batalhão do 10º Regimento de Infantaria Colonial Misto. É seguida pela 25ª Companhia do 4º Batalhão deste mesmo regimento. Após o golpe japonês de março de 1945 na Indochina, a 25ª CCL é destruída, mas a 2ª CCL consegue recuar para a China.
Acompanhados por numerosos voluntários, encorajados em particular pelo Rei Sisavang Vong e seu filho Savang Vatthana, os sobreviventes da 2ª Companhia formam três Batalhões de Caçadores Laocianos, em outubro de 1945. Um 4º BCL foi estabelecido em junho de 1946, no norte do Laos, sendo seguido em julho pelo 5º BCL na capital Vientiane, e em novembro pelo 6º BCL em Phongsaly. O 7º e 8º BCL são criados em 1º de julho de 1949.
No início da década de 1950, os BCL são desdobrados em vários locais: alguns são estacionados na fronteira com a Tailândia, outros são responsáveis por manter a ordem no interior (como o 3º BCL em Luang Prabang e o 5º BCL em Vientiane) e outros para defender o norte e o centro do Laos contra o Việt Minh (como o 6º BCL em Xieng Khouang e o 8 BCL em Tchepone). Em outubro de 1950, o 3º BCL é dissolvido e seus homens juntam-se ao 1º e 2º Batalhões de Infantaria do Exército Nacional do Laos (ANL).
A partir de março de 1953, os combatentes laocianos enfrentaram a ofensiva do Exército Popular Vietnamita no Norte do Laos. Em abril de 1953, responsável pela defesa de Sam Neua, os laocianos do 5º e 8º BCL entram em debandada e fogem, ao contrário da 16ª Companhia do 6º BCL que resistiu por 36 dias durante a Batalha de Muong Khoua, perto de Ðiện Biên Phủ.
Em outubro de 1953, o 6º BCL é dissolvido e junta-se ao Grupamento de Comandos Mistos Aerotransportados ( em francês:  Groupement de commandos mixtes aéroportés,GCMA) para realizar operações de guerrilha. Em 1º de julho de 1954, os 1º, 2º, 4º, 5º, 7º e 8º BCL tornaram-se os 12º, 9º, 10º, 7º e 8º Batalhões de Infantaria do ANL.

## Organização
Os Batalhões de Caçadores Laocianos têm uma força teórica de 680 homens. São unidades mistas das tropas coloniais, com cerca de 15% dos quadros franceses (oficiais, suboficiais e soldados) supervisionando os laocianos. A taxa de enquadramento foi reduzida para 10%  em maio de 1953, como parte do amarelamento do Corpo Expedicionário Francês no Extremo Oriente (CEFEO). Inicialmente, os batalhões não tinham oficiais e poucos suboficiais indígenas, mas esse índice aumentou gradativamente e o número de suboficiais franceses, inicialmente excedentes às necessidades, diminuiu. O General Oudone Sananikone, veterano do Lao Issara e depois do Exército Nacional Laociano, relata que os BCL não hesitaram em massacrar aldeias rebeldes.
Destinados a servir nos setores secundários, os BCL estavam subequipados em comparação com o resto do CEFEO e do ANL, que era desprovido de material no início da guerra.

## Insígnias

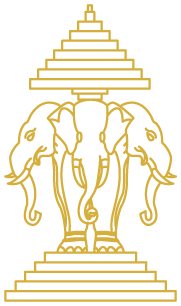
O elefante de três cabeças do Laos, motivo usado nas insígnias dos 2º, 4º, 5º e 7º BCL.

A insígnia do 1º BCL foi aquela adotada em janeiro de 1948 pelo 1º Grupo de Caçadores Laocianos (1º GCL). Leva o grifo, o símbolo do antigo Reino de Champassak, em cujo território estava estacionado o 1º GCL (mas não o 1º BCL). A inscrição "1er LAO" na insígnia foi adotada pelo 1º BCL após a dissolução do 1º GCL.
A insígnia do 2º BCL, adotada em 1951, apresenta a âncora das tropas coloniais encimada pelo elefante de três cabeças, símbolo do Laos e carregada com um escudo que representa a paisagem das Montanhas Anamitas.
A insígnia do 4º BCL, datada de julho de 1947, apresenta igualmente o elefante laociano de três cabeças, e a fita da Ordem dos Milhões de Elefantes com o qual o batalhão foi condecorado.
A insígnia do 5º BCL é constituída pela âncora das tropas coloniais carregado com o elefante de três cabeças, com o Pha That Luang por trás.
A insígnia do 6º BCL, adotada em 1947-1948, apresenta a âncora das tropas coloniais com dois elefantes brancos no trabe, carregados com um escudo representando o rio Nam Ou fluindo em uma paisagem montanhosa (evocando o norte do Laos).
A insígnia do 7º BCL, fabricado em 1950, é composto pela âncora das tropas coloniais carregada com o elefante de três cabeças e a sombrinha branca. A âncora é encimada por um colar Méo (Hmong), minoria de onde provinham grande parte dos caçadores do batalhão, estacionado na região de Tran Ninh, na atual província de Houaphan.